# Llista de bisbes de Cartago
Els bisbes de Cartago, amb seu a Cartago a la província romana d'Àfrica, apareixen vers el segle ii i a partir del segle iii van tenir la consideració no oficial de primats d'Àfrica (és a dir de les províncies romanes de l'Àfrica Proconsular, Bizacena, Numídia, Tripolitana i les Mauritànies) i se'ls anomena sovint com patriarques. El bisbe de Cartago depenia directament del bisbe de Roma.

## Llista de bisbes de Cartago
- Epenet (Epenetus)
- Optat (Optatus) probablement bisbe de Tuburbo i no de Cartago
- Agripí de Cartago (Agrippinus), vers el 197
- Cir (Cyrus)
- Donat I (Donatus I)
- Cebrià de Cartago (Ciprianus), 249-258
  - Felicissimus; antibisbe (251-?), amb suport de l'antipapa Novacià
  - Fortunatus; antibisbe, amb suport de l'antipapa Novacià
  - Maximus; antibisbe, amb suport de l'antipapa Novacià
- Carpòfor (Carpophorus), 258-?
- Lucià (Lucianus)
- Mensuri (Mensurius) ?-311
- Cecilià (Caecilianus), 311 - fins cap al 325 
  - Majorí (Maiorinus), antibisbe donatista 311 - 313
  - Donat II el gran (Donatus II Magnus), antibisbe donatista 313-355; desterrat el 347.
- Grat (Gratus), cap al 325 - 352 
  - Parmenià (Parmenianus), antibisbe donatista 355-391
- Restitut (Restitutus), 352-373
- Genetil (Genethlius), 373-?
- Aureli, 391-?
  - Primià (Primianus), antibisbe donatista 391-393
  - Maximià (Maximianus), antibisbe donatista 393-394
  - Primià (Primianus), antibisbe donatista 394 - fins potser el 400 (segona vegada)
- Capreol (Capreolus)
- Quevoldeu (Quodvultdeus) circa 434 - circa 454, expulsat pels vàndals el 439
- Deogracies (Deogratias) cap els any 454 — 456
- vacant 456-481
- Eugeni 481-505, desterrat el 496
- vacant 505-523
- Bonifaci des potser el 523— fins potser el 535
- Repartat (Repartatus) potser el 535 - fins potser el 553; deposat el 551
- Primós o Primasi (Primosus o Primasius), entre el 553 - i el 565 aproximadament
- Publià (Publianus) cap al 581
- Dominic (Dominicus) cap al591
- Fortuni (Fortunius), cap l 632
- Víctor segurament el 635.[1][2][3]